# Fabrice Naessens
Pour les articles homonymes, voir Naessens.
Fabrice Naessens (né le 13 décembre 1968 à Mouscron,) est un coureur cycliste belge, actif dans les années 1980 et 1990.

## Biographie
En 1989, Fabrice Naessens devient champion provincial du Hainaut. L'année suivante, il s'impose sur une étape du Tour de Liège. Il termine par ailleurs deuxième de Liège-Bastogne-Liège amateurs, ou encore quatrième du championnat de Belgique amateurs.
Après y avoir été stagiaire, il passe professionnel en 1991 au sein de l'équipe Lotto. Durant sa première saison, il se distingue en remportant le Tour de Vendée. En 1992, il gagne le Circuit du Pays de Waes, une kermesse belge. Il redescend ensuite chez les amateurs, où il continue sa carrière. Toujours performant, il triomphe sur une étape du Circuit des Mines en 1993, avec le Team Saleine-Aisne. Il ressort également vainqueur de la Ronde de l'Oise en 1994.

## Palmarès
- 1985
  - Ronde de Dottignies
- 1989
  - Champion du Hainaut sur route
- 1990
  - 1re étape du Tour de Liège
  - 2e du Grand Prix Vic. Bodson
  - 2e de Liège-Bastogne-Liège amateurs
  - 3e de la Coupe Egide Schoeters
  - 3e de Gand-Wervik
- 1991
  - Tour de Vendée
- 1992
  - Circuit du Pays de Waes
  - 3e du Stadsprijs Geraardsbergen
- 1993
  - 1re étape du Circuit des Mines
  - 2e du Grand Prix de Lillers
  - 2e de Paris-Laon
- 1994
  - Circuit de l'Aisne
  - Ronde de l'Oise
  - 2e du Circuit Berrichon
  - 3e de la Boucle de l'Artois
  - 3e du Grand Prix de Lillers
  - 3e du Grand Prix de Blangy
- 1995
  - Paris-Laon